# 히지카타 가쓰쓰구
히지카타 가쓰쓰구(일본어: 土方雄次, 1611년 ~ 1680년 2월 28일)는 일본 에도 시대의 다이묘로, 구보타 번의 2대 번주이다. 어릴적 이름은 히코사부로(彦三郎)이며, 관위는 종5위하, 가와치노카미였다.
초대 번주 히지카타 가쓰시게의 맏아들로 태어났다. 1621년에 쇼군 도쿠가와 히데타다를 배알하였고, 1628년에 아버지가 사망하면서 번주직을 계승하였다. 농지 개간, 관개용수 조성 사업, 사찰 및 신사 건축 및 보수에 힘써, 번 정치의 기반을 쌓은 명군이었다. 1679년 음력 11월 27일, 병을 이유로 은거하였는데, 첫째 아들 가쓰노부가 병약하여 둘째 아들 가쓰타카에게 번주 자리를 물려주고, 이듬해 70세의 나이로 사망하였다.
| 전임 히지카타 가쓰시게 | 제2대 구보타 번 번주 (히지카타가) 1628년 ~ 1679년 | 후임 히지카타 가쓰타카 |